# Ђенио Чивиле (Латина)
Ђенио Чивиле је насеље у Италији у округу Латина, региону Лацио.
Према процени из 2011. у насељу је живело 4298 становника. Насеље се налази на надморској висини од 55 м.